# Musée Mer Marine Bordeaux
Pour les articles homonymes, voir Musée de la Mer.
Le Musée Mer Marine (MMM) est un musée privé situé à Bordeaux (Gironde). Ouvert en 2019, il présente une collection permanente sur le thème du monde maritime, ainsi que diverses expositions temporaires.

## Historique
Norbert Fradin, promoteur et financeur du projet, homme d'affaires et promoteur immobilier bordelais, annonce en 2012 son intention de créer un lieu de partage et d'échanges entre les mondes de la mer et de la culture.
Le lancement des travaux a lieu le 28 avril 2016 (pose de la première pierre).
41 tableaux de Monet devaient être réunis à l'occasion de l'inauguration du musée. Le 1er juin 2018, le musée Marmottan Monet suspend le prêt de 57 œuvres « les conditions de conservation et de sécurité n’étant pas réunies. », un expert ayant estimé que la présence résiduelle de poussière de chantier était trop importante. À quinze jours de l'ouverture du musée, cette décision entraîne l'annulation de l'exposition inaugurale.

## Le bâtiment
Pour accueillir le musée, c’est un bâtiment de 13 000 m2 qui a été réalisé. Il comprend 7 500 m2 de salles d’exposition, autour desquelles se déploient 3 000 m2 de jardins.
Le musée est construit sur les plans d'un architecte bordelais, Olivier Brochet, connu pour ses collaborations sur d'autres musées, tels que le Musée de l'Orangerie ou le Musée de l'Homme.

## Parcours permanent
Depuis le 21 juin 2019, le parcours permanent présente un parcours chrono-thématique sur trois niveaux et plus de 6 000 m2. C’est l'histoire universelle de la navigation à travers le monde, la richesse des savoir-faire, les grandes découvertes, les expéditions scientifiques ou les batailles navales à l'aide de 10 000 objets de marine, tels que bateaux grandeur nature, maquettes, instruments de navigation, cartes, atlas et œuvres d’art, avec de fréquents focus sur Bordeaux et sa région. Une partie des fonds proviennent de la collection personnelle du fondateur du musée, Norbert Fradin.
Le rez-de-chaussée et le premier étage sont consacrés à des collections d’une grande variété sur l’histoire, la science et l’art de la mer et de la marine. S’y trouve une narration inédite, ainsi que de nombreuses réponses aux questions concernant la naissance de la navigation, cette aventure humaine de la mer dans l’immense évolution des océans, et ce, des temps géologiques jusqu’aux préoccupations environnementales du XXIe siècle.

### Horizon liberté
« Horizon Liberté » est l’exposition produite par Bordeaux Grands Événements de l’Office de Tourisme de Bordeaux Métropole, en coproduction avec le Musée Mer Marine. Le parcours de cette exposition rassemble les malheurs rencontrés par la Liberté confrontée aux aléas de la navigation, des bateaux ou encore des océans. On y retrouve des objets de référence, notamment des maquettes de l’Hermione (1m), d’un Liberty ship (5m), du Vendredi 13 (2,5m) ainsi que l’œuvre de Barthélémy Toguo, évoquant une barque de migrants.
« Horizon Liberté » propose trois séquences principales : « Bordeaux-Amériques, une histoire de libertés », « Larguer les amarres » et « D’Ulysse aux migrants d’aujourd’hui ».

### Planète Océan
Le deuxième étage du Parcours Permanent est destiné à la sensibilisation de la fragilité de l'océan.
" Découvrir le monde depuis l'océan ".
Cet espace est un espace hybride qui est voué à évoluer au fil des expositions qu'il accueille.

#### Les Yeux dans le Bleu
L'exposition "Les Yeux dans le Bleu" a été inauguré le 26 septembre 2020. Elle intègre l'espace Planète Océan.
Cette exposition présente les photographies de Rodolphe Guignard. Elle est organisée en partenariat avec l'association "Spero Mare" de Estelle Lefébure et Géraldine Parodi.

#### Paradoxes
L’exposition Paradoxes, au deuxième étage du musée contient des œuvres de quatre artistes : Philippe Pasqua, Gérard Rencinan, Flore Sigrist et Ben Thouard.
L’objectif du MMM par rapport à Paradoxes est de sensibiliser et mobiliser le grand public quant à la nécessité de protéger les océans. Les artistes exposés offrent à travers leurs œuvres, leur vision des problématiques et enjeux que représentent le monde qui nous entoure.

## Expositions temporaires

### Sous les mers - Au delà de l'image
Ouverte le 1er octobre 2018, la salle d'exposition du musée a accueilli jusqu'au 30 avril 2019 une exposition National Geographic intitulée "Sous les mers - Au delà de l'image", réunissant plus de 120 des photographies des reporters Paul Nicklen et David Doubilet, qui sous des latitudes géographiques différentes mais complémentaires, amènent le visiteur à comprendre l'évolution du reportage consacré au monde marin et à sa faune depuis 1956 et des moyens mis en œuvre pour capturer ces images, grâce aux évolutions technologiques.

### Sempé en Liberté
La seconde exposition temporaire du MMM, intitulée « Sempé en liberté, itinéraire d’un dessinateur d’humour » s’est déroulée du 29 mai au 6 octobre 2019. Cette rétrospective consacrée à la vie et à la carrière de Jean-Jacques Sempé rassemblait près de 350 dessins originaux de l’illustrateur bordelais, connu entre-autres pour ses illustrations du Petit Nicolas.

### DA VINCI, les inventions d’un génie
Du 31 octobre 2019 au 8 mars 2020, « DA VINCI, les inventions d’un génie » est la troisième exposition abritée par la salle d’exposition temporaire du MMM. L'exposition consacrée à Léonard de Vinci, a déjà été exposée à Bruges, Istanbul ou Lyon. Elle a été créée dans l’objectif de valoriser ses inventions et machines et ce sont environ 100 maquettes reconstruites à partir des dessins du génie qui parcourent le monde et prennent place à Bordeaux pour la période allouée à l’exposition.  